# وارتینه اوهانیان
وارتینه اوهانیان (ارمنی: Վարդինե Օհանյան، انگلیسی: Vartine Ohanian؛ زادهٔ ۱ ژانویهٔ ۱۹۸۴) یک سیاستمدار ارمنی‌تبار اهل لبنان است که از ۲۱ ژانویه ۲۰۲۰–۱۰ اوت ۲۰۲۰ در کابینه حسن دیاب سمت وزارت جوانان و ورزش لبنان را برعهده داشت.

## زندگی‌نامه
از جمله گواهینامه‌ها و مدارک علمی وی می‌توان به لیسانس علوم اجتماعی و اقتصادی در سال ۲۰۰۲، لیسانس تربیت معلم از دانشگاه لبنانی در سال ۲۰۰۵، دیپلم مدیریت پروژه از دانشگاه «هایکازیان» بیروت در سال ۲۰۱۷ اشاره کرد. اوهانیان از سال ۲۰۱۷ تا ۲۰۱۹ مدیر مرکز آموزشی و توانبخشی بازدید کنندگان از انجمن معلولان انجمن مددکاران اجتماعی جامعه ارمنی لبنان و از سال ۲۰۱۳ تا ۲۰۱۷ مشاور اجتماعی و هماهنگ‌کننده اداری مرکز آموزشی و توانبخشی برای افراد دارای نیازهای ویژه انجمن مددکاران اجتماعی جامعه ارمنی لبنان بود.